# Семантичне ядро
Семантичне ядро сайту (СЯ) — це упорядкований набір слів, їх морфологічних форм і словосполучень, які найбільш точно характеризують вид діяльності, товари або послуги, що пропонує вебсайт. Семантичне ядро має центральне ключове слово, як правило високочастотне, і всі інші ключові слова в ньому ранжуються у напрямку зниження частоти спільного використання з центральним запитом до загальної колекції документів. Таким чином, семантичне ядро представляється у вигляді семантичного графа, де довжини його ребер обернено пропорційні частоті спільної згадки.
Ключові слова (пошукові запити) семантичного ядра підбираються шляхом аналізу послуг або товарів компанії, аналізу статистики запитів, статистики сайту, вмісту конкуруючих сайтів і сезонності вживання пошукових запитів. Склад семантичного ядра повинен максимально відповідати уявленням цільових відвідувачів вебсайту про ту інформацію яка на ньому, на їхню думку, має бути присутня. В процесі роботи з семантичним ядром та при написанні статей використовують LSI ключові слова — слова, що пов'язані з основним, фокусним словом.
Семантичне ядро вебсайту складають ті ключові слова, які виявила пошукова машина при скануванні вебсайту, однак, може серйозно відрізнятися від еталонного, на базі семантичного графа, що характеризує дану тематику. Це обумовлено особливостями бізнес-моделі ресурсу.
Семантичне ядро це фундамент вашого вебсайту. Від нього безпосередньо залежить чи буде ваш сайт в ТОП пошукових систем чи ні.

## Мета створення
- Семантичне ядро утворює тематику вебсайту, яка оцінюється пошуковими системами.
- Правильно сформоване семантичне ядро є основою для оптимальної структури сайту.
- Семантичне ядро, яке правильно відображає бізнес-модель, допомагає пошуковим системам правильніше ранжувати сайт у пошуковій видачі, тим самим, правильніше задовольняти потреби користувачів.[1]

## Процедура створення
Перед створенням семантичного ядра слід ретельно вивчити бізнесову модель підприємства, а також дотримуватись покрокової інструкції . Існують сервіси, що створюють семантичне ядро автоматично, виділяючи з існуючого масиву найцінніші ключові фрази.
Існує три види семантичних ядер:
- комерційне;
- некомерційне;
- об'єднане, в яке входять комерційні і некомерційні пошукові запити.

Поділ ядра на комерційне та некомерційне використовується, в тому числі, в технологіях виготовлення сайтів-сателітів.

### Сервіси для створення
- Сервіси «Google Analytics»[4], «Яндекс. Вордстат» та подібні до них, що надають інформацію про частотність вживання ключових слів у пошукових запитах;
- аналіз статистики використання основних ключових слів, за якими здійснюється перехід з результатів пошуку на сайт, для якого складається семантичне ядро (інформація доступна в «Google Analytics», «Яндекс.Метрика» та їм подібних);
- моніторинг видимості конкурентних сайтів у результатах пошуку по імовірно цікавим запитам за допомогою сервісів Serpstat, Semrush, Ahrefs та інших[5].

При підборі ключових слів слід враховувати їх регіональну приналежність, сезонність.

## Кластеризація семантичного ядра
Кластеризація — це ручне угруповання пошукових запитів на основі пошукової видачі. Якщо пошукова система знаходить одні й ті ж документи по пошуковим запитам та кількість таких збігів відповідає ступеню угруповання — такі запити об'єднуються в групи. Під кожну групу створюється цільова вебсторінка для згадки всіх пошукових запитів з групи на одній вебсторінці.
Ступінь угруповання — це кількість однакових документів на вебсторінці результатів пошуку, за якими буде здійснюватися угруповання.

### Види кластеризації
На сьогоднішній день існує як мінімум 3 алгоритми кластеризації на основі результатів пошуку пошукових систем — Soft, Hard і Moderate. Алгоритми Soft і Hard. Метод Moderate введений і описаний командою сервісу «Топвізор»:
- Soft — на основі статистики запитів вибирається найпопулярніший пошуковий запит і всі інші запити порівнюються з ним по кількості загальних документів на сторінці результатів пошуку в пошуковій системі. Якщо кількість збігів відповідає необхідній мірі угруповання, запити об'єднуються в групу. В отриманій групі всі запити будуть пов'язані з найпопулярнішим запитом, але можуть бути не пов'язані між собою.
- Moderate — на основі статистики запитів вибирається найпопулярніший пошуковий запит і всі інші запити порівнюються з ним по кількості загальних документів на сторінці результатів пошуку в пошуковій системі, додатково порівнюючи всі пошукові запити між собою. Якщо кількість збігів відповідає встановленому ступеню угруповання, запити об'єднуються в групу. В отриманій групі всі запити будуть попарно пов'язані один з одним, але в різних парах URL порівнюваних запитів можуть бути різними.
- Hards — на основі статистики запитів вибирається найпопулярніший пошуковий запит та всі інші запити порівнюються з ним по кількості загальних документів на сторінці результатів пошуку в пошуковій системі, додатково порівнюються всі запити між собою і всі URL в отриманих парах. Якщо кількість збігів відповідає встановленому ступеню угруповання, запити об'єднуються в групу. В отриманій групі всі запити будуть пов'язані один з одним спільними URL. Просто кажучи: «кожен член колективу дружить з кожним». Щоб запити потрапили в одну групу, потрібна наявність у всіх них єдиного набору тих же самих загальних URL-ів. Така умова практично повністю виключає можливу несумісність запитів в групі. Даний метод хороший на папері, але на практиці часто надмірно суворий, і розбиває явно схожі запити на різні групи. Тому цей метод рекомендується використовувати тільки у тих випадках, коли потрібна абсолютна сумісність запитів, наприклад, при Текстовому Аналізі або просуванні сайтів послуг по ВЧ-запитам[9].

## Чинники впливу на семантичне ядро
У семантичному ядрі зазвичай враховуються такі чинники, як:
- частотність вживання пошукового запиту;
- частотність вживання з виключенням словосполучень, в які входить даний запит;
- частотність вживання з виключенням морфологічних форм;
- конкурентність даного запиту;
- прогнозована та реальна кількість переходів на вебсайт з результатів пошуку;
- сезонність запиту;
- геотаргетинг;
- частки запиту в семантичному графі.

## Використання семантичного ядра
Семантичне ядро використовується SEO-спеціалістами для успішного просування вебсайтів в пошукових системах. Часто семантичне ядро складають перед будь-яким просуванням вебсайту, в той час як його складання необхідно задовго до створення вебсайту. Процес формування семантичного ядра до появи вебсайту називається семантичним проектуванням.
Формування переліку ключових слів відіграє основну роль для складання семантичного ядра. Послідовність формування семантичного ядра виглядає таким чином:
- з огляду на тематику сайту та його мету, необхідно скласти список ключових слів, що найбільш повно описують зміст вебсайту;
- зібрані ключові слова необхідно кластеризувати за розділами вебсайту;
- в подальшому зібрана семантика використовується для посторінкового оптимізації вебсторінок вебсайту під зібрані ключові слова.